# Meijiperioden

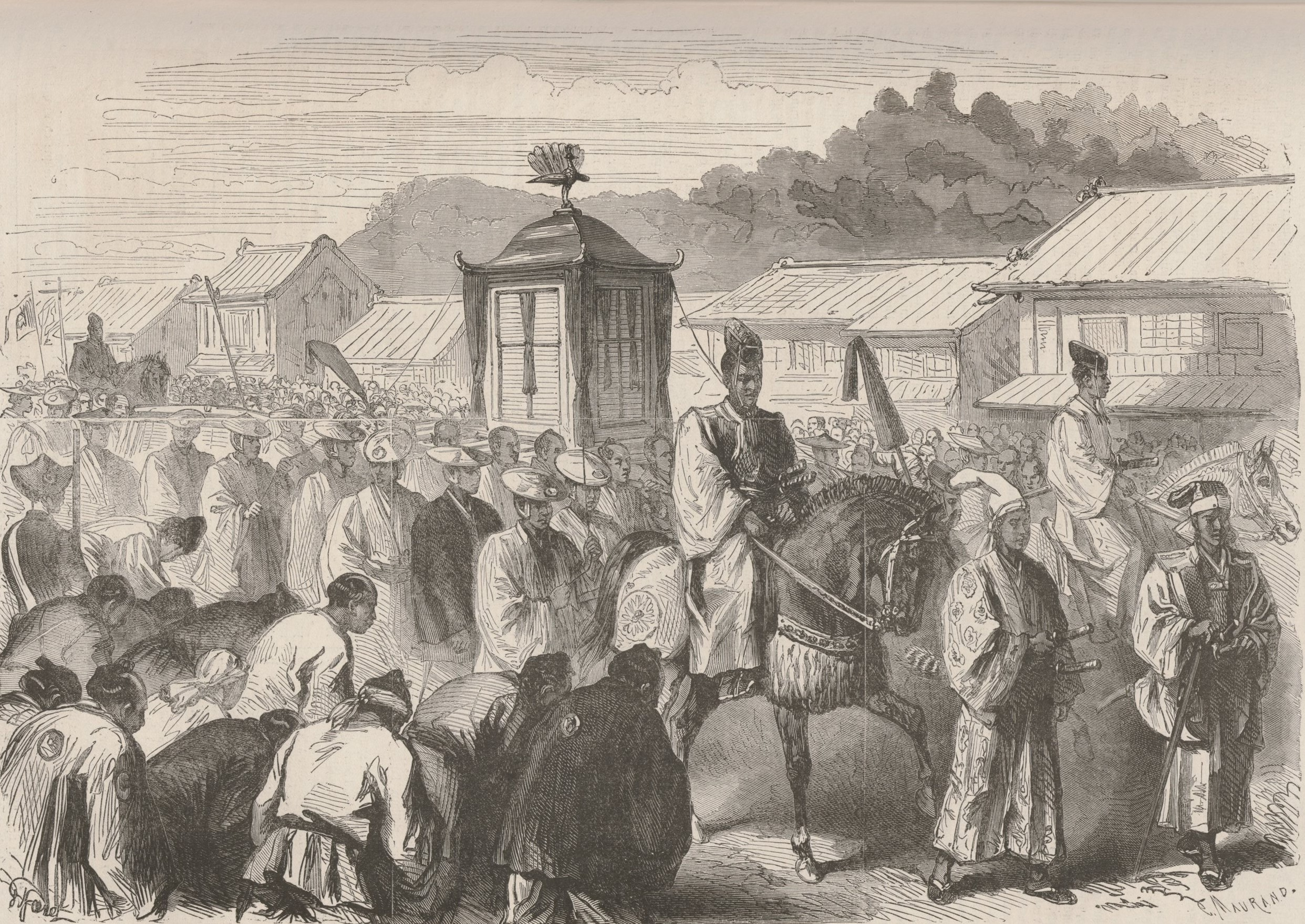
Meijikejsaren flyttar från Kyoto till Tokyo, teckning i Le Monde Illustre den 20 februari 1869

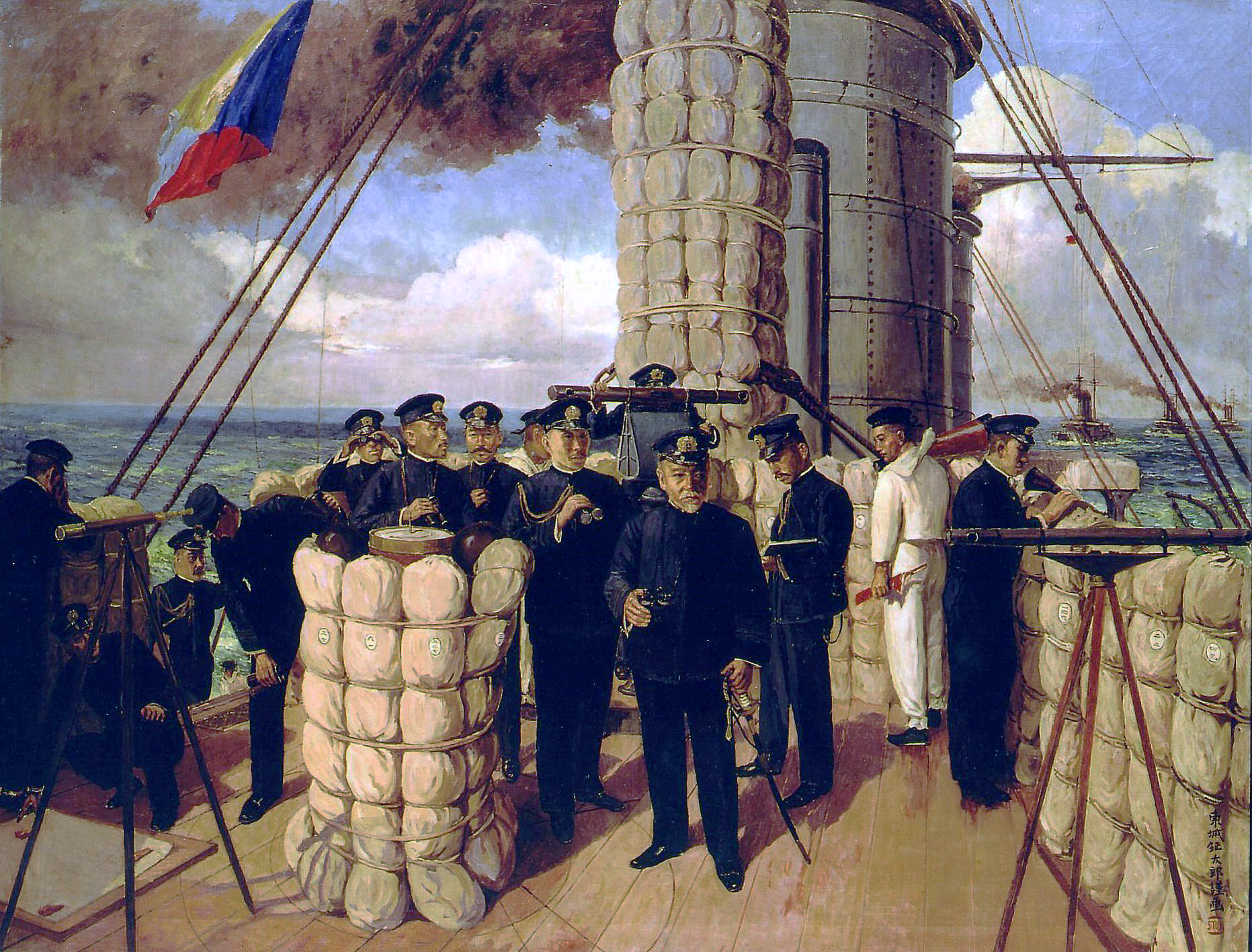
Amiral Tōgō Heihachirō inför slaget vid Tsushima 1905.

Meiji (japanska: 明治?, Meiji), 8 september 1868–30 juli 1912, är en period i den japanska tideräkningen som i stort sett sammanfaller med kejsar Mutsuhitos (Meijikejsarens) regeringstid. Perioden har gett namn åt Meijirestaurationen, då kejsarens makt återupprättades efter Tokugawashogunatets fall och Japan genomgick omfattande reformer inom alla områden. Periodens namn är hämtat från ett citat ur det klassiska kinesiska verket Förvandlingarnas bok.
Perioden inleddes med att kejsaren med hjälp av sina rådgivare, Sanjo och Iwakura (båda kuge) och furstarna av Tosa, Satsuma och Echizen (daimyo), samt samurajer av dessa klaner och Choshu, trädde ut ur sin traditionella isolering och flyttade till det avvecklade shogunatets huvudstad Edo, som döptes om till Tokyo (östra huvudstaden). På några få år avskaffades shogunatets hela feodala system. Landets 271 daimyo avstod (mot ersättning) från sina befogenheter som länsherrar till förmån för regeringen, och samurajerna förlorade sin ensamrätt till krigaryrket samt till att bära svärd, men kunde istället delta i affärslivet och bli en del av den nya medelklassen. Både utbildning och militär modellerades om efter västerländskt mönster. Rättsväsende och statlig administration modellerades om och Japan blev en kolonialmakt i Ostasien.

## Företag och institutioner med namn från perioden
- Meijiuniversitetet (明治大学)
- Försäkringsbolaget Meiji Yasuda (明治安田生命保険)
- Meiji-mejeriet (明治乳業)